# Municipis de les Illes Fèroe

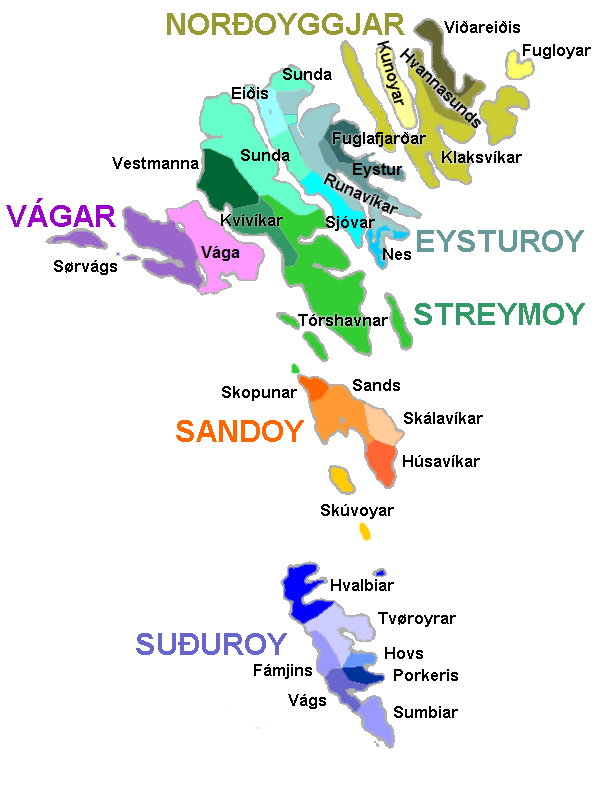
Mapa dels 29 municipis de les Illes Fèroe.

En la divisió administrativa de les illes Fèroe de l'1 de gener de 2019 hi consten 29 municipis (kommunur), amb al voltant de 120 poblacions.
A les darreres dècades la tendència ha estat la reducció de municipis, ja que fins al 31 de desembre del 2004 hi va haver 48 municipis a tot l'arxipèlag, i fins al 31 de desembre del 2008 n'hi va haver 34. En els propers anys, es preveu que el nombre de municipis a les Fèroe disminueixi encara més a causa de la despoblació d'algunes zones i a la redistribució dels serveis. Des del començament dels anys 1990, diversos governs han volgut reduir el nombre de municipis. El 1998, una comissió designada pel govern va proposar un requisit mínim recomanat de 2.000 residents per existir com a municipi independent. Tanmateix, el govern feroès ha decidit no realitzar agregacions forçades, i deixa el procés a la lliure voluntat dels municipis.
Els municipis de les Illes Fèroe formen part de l'organització Kommunufelagið, creada el 2014 fruit de la unió de les associacions Føroya Kommunufelag (FKF, que acollia els ajuntaments més grans) i Kommunusamskipan Føroya (KFS, que reunia als municipis més despoblats).

## Política i administració
Els municipis són dirigits per un consell municipal escollit pel poble anomenat consell del poble o consell de l'aldea. El consell municipal pot anomenar-se govern de la ciutat quan el municipi té més de 1.500 habitants.
El consell municipal tria a un alcalde per a quatre anys. Com que les eleccions feroeses són eleccions personals, l'alcalde sol acabar sent qui ha rebut més vots als comicis. Tot i que molts polítics locals són membres d'algun partit, les llistes municipals a les eleccions al voltant d'un partit polític són rares fora de Tórshavn i Klaksvík.

## Llista de municipis

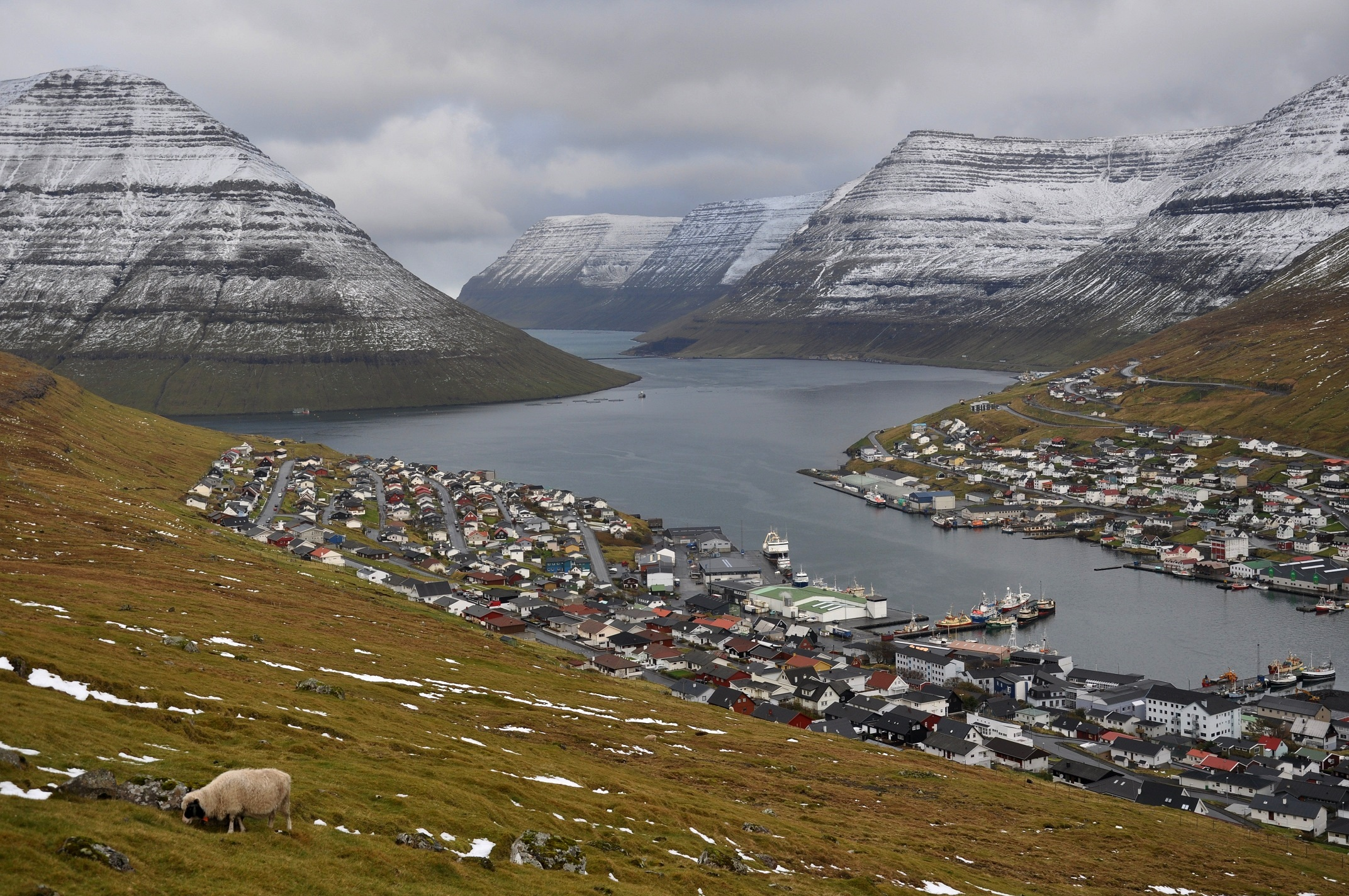
Klaksvík.

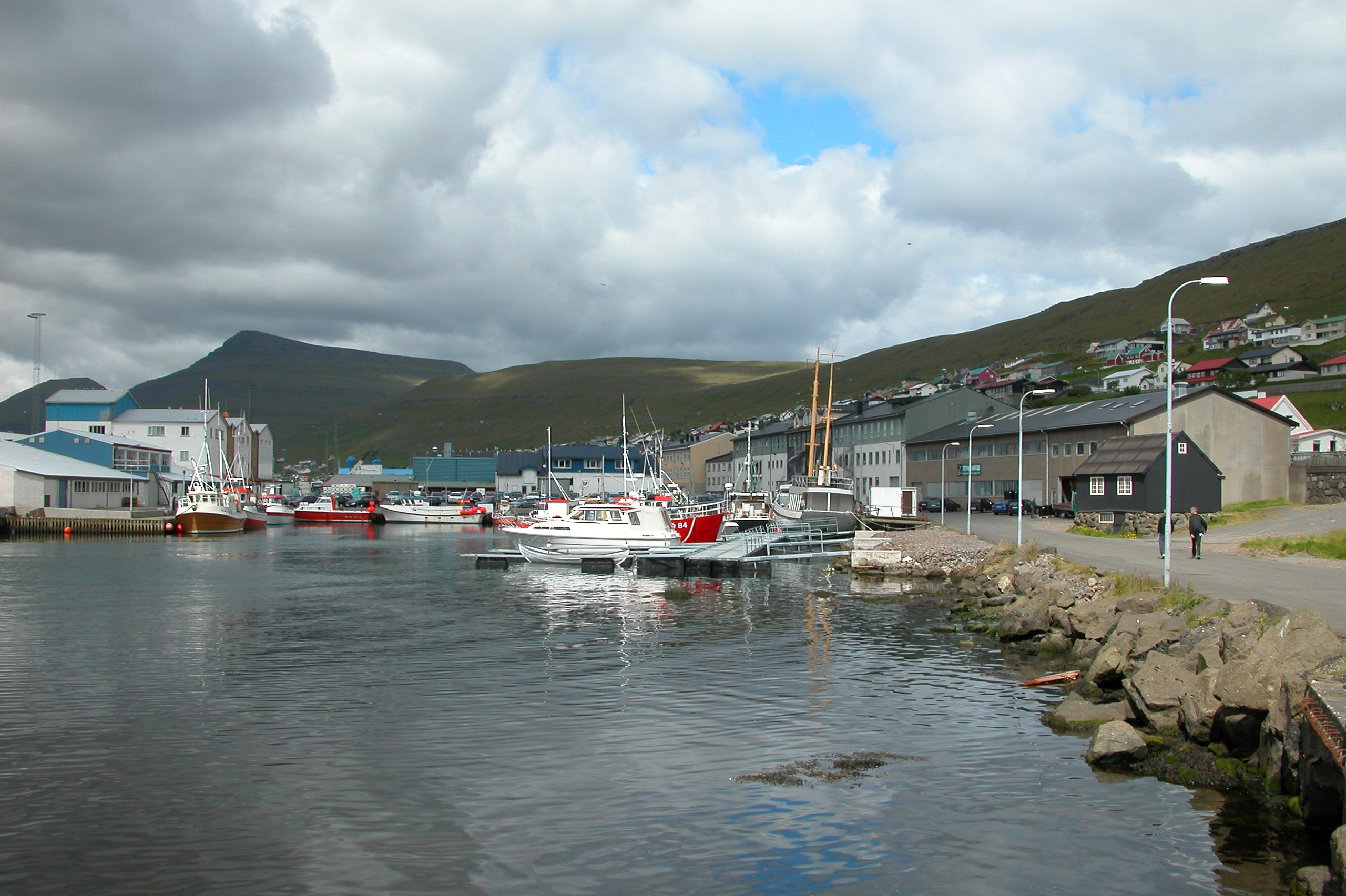
Runavík.

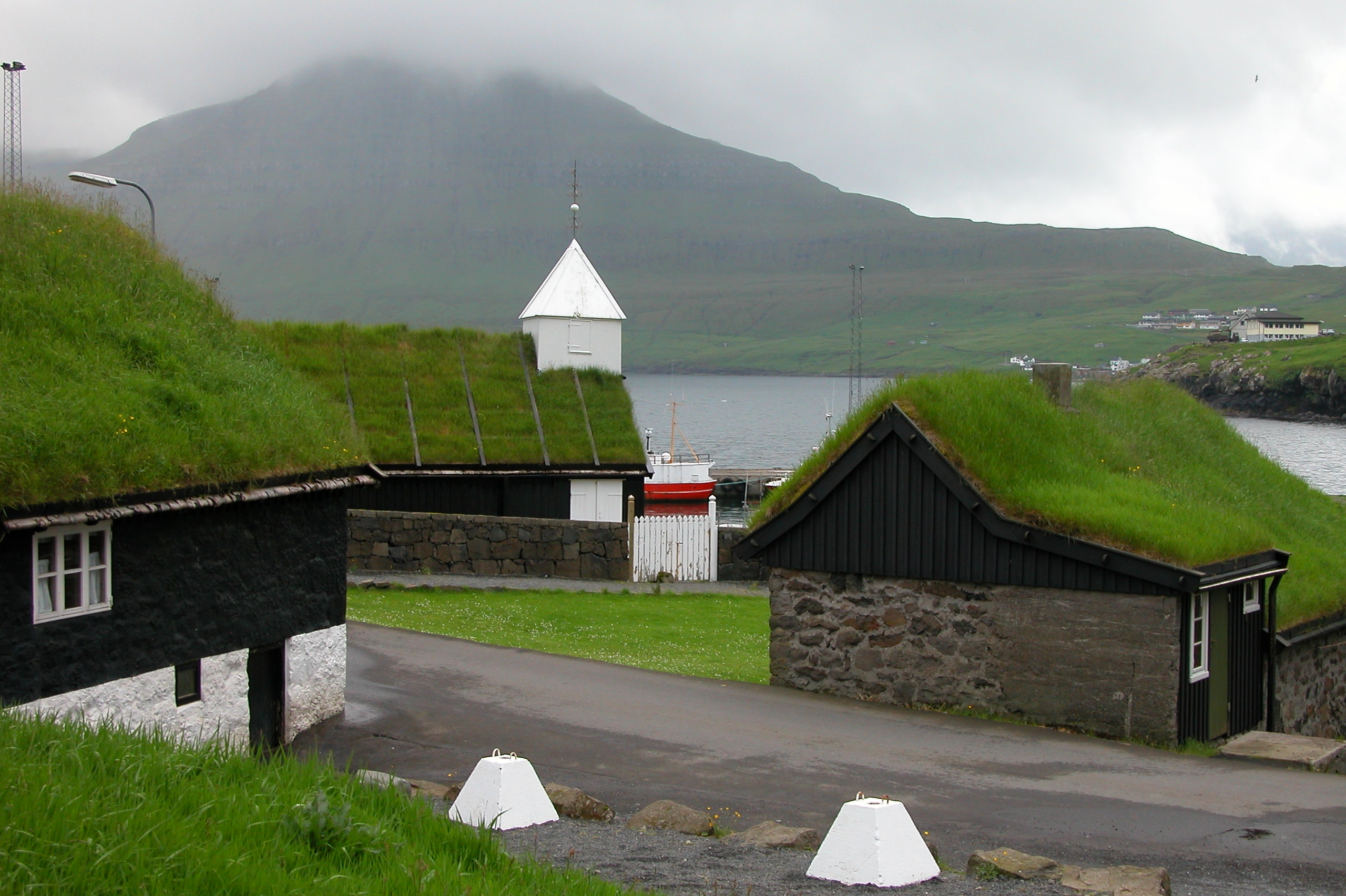
Norðragøta.

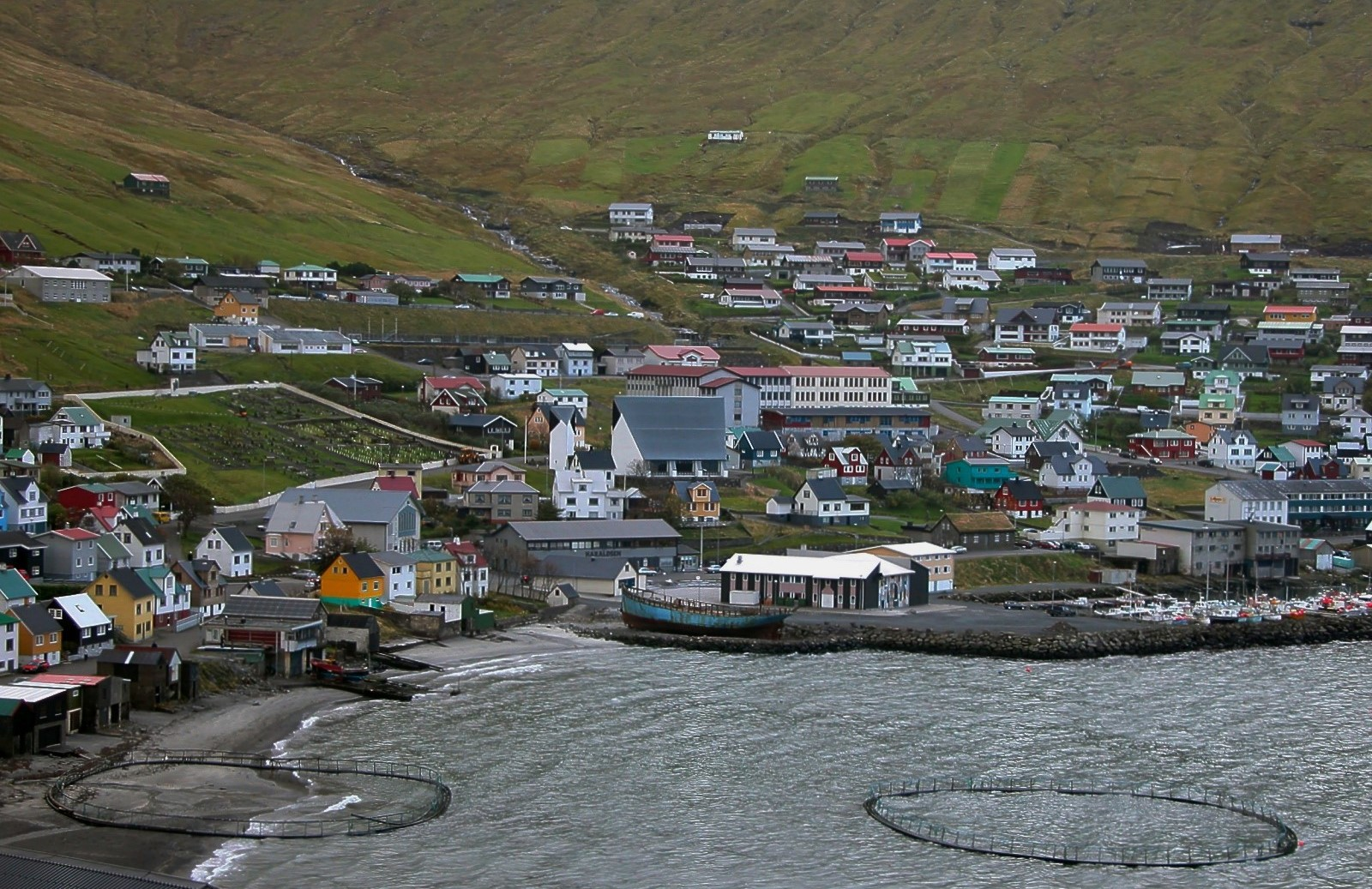
Fuglafjørður.

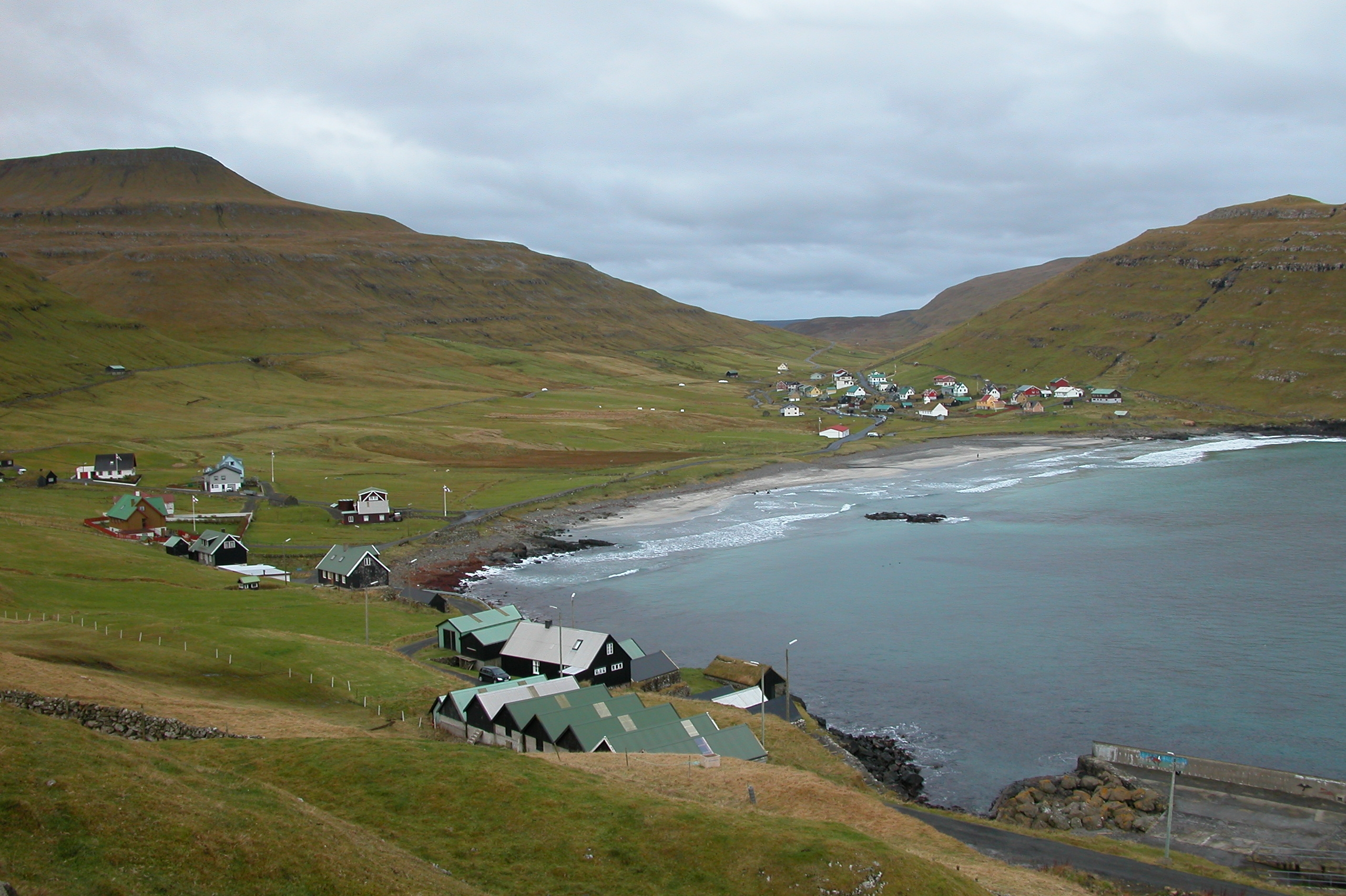
Húsavík.

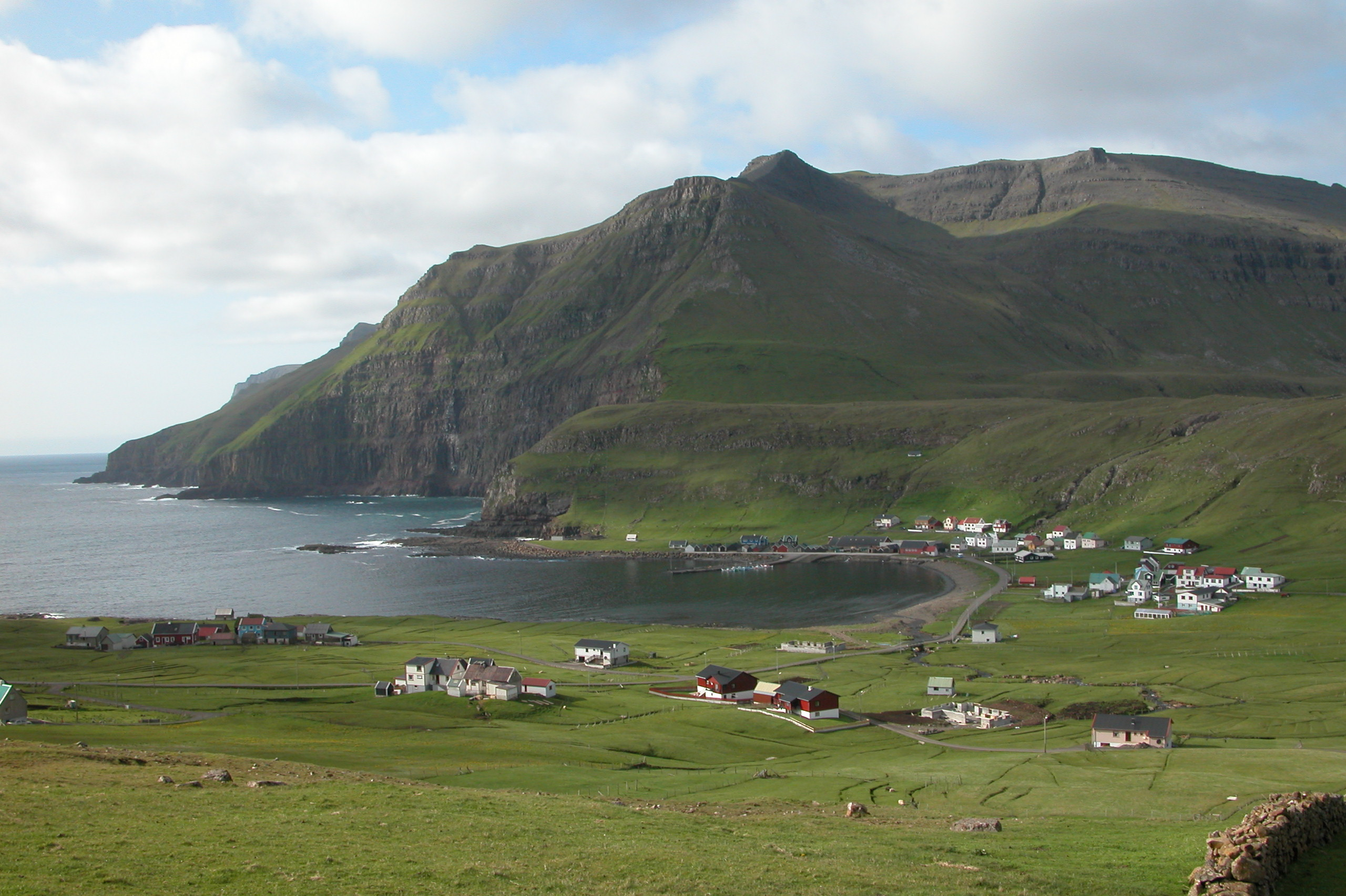
Fámjin.

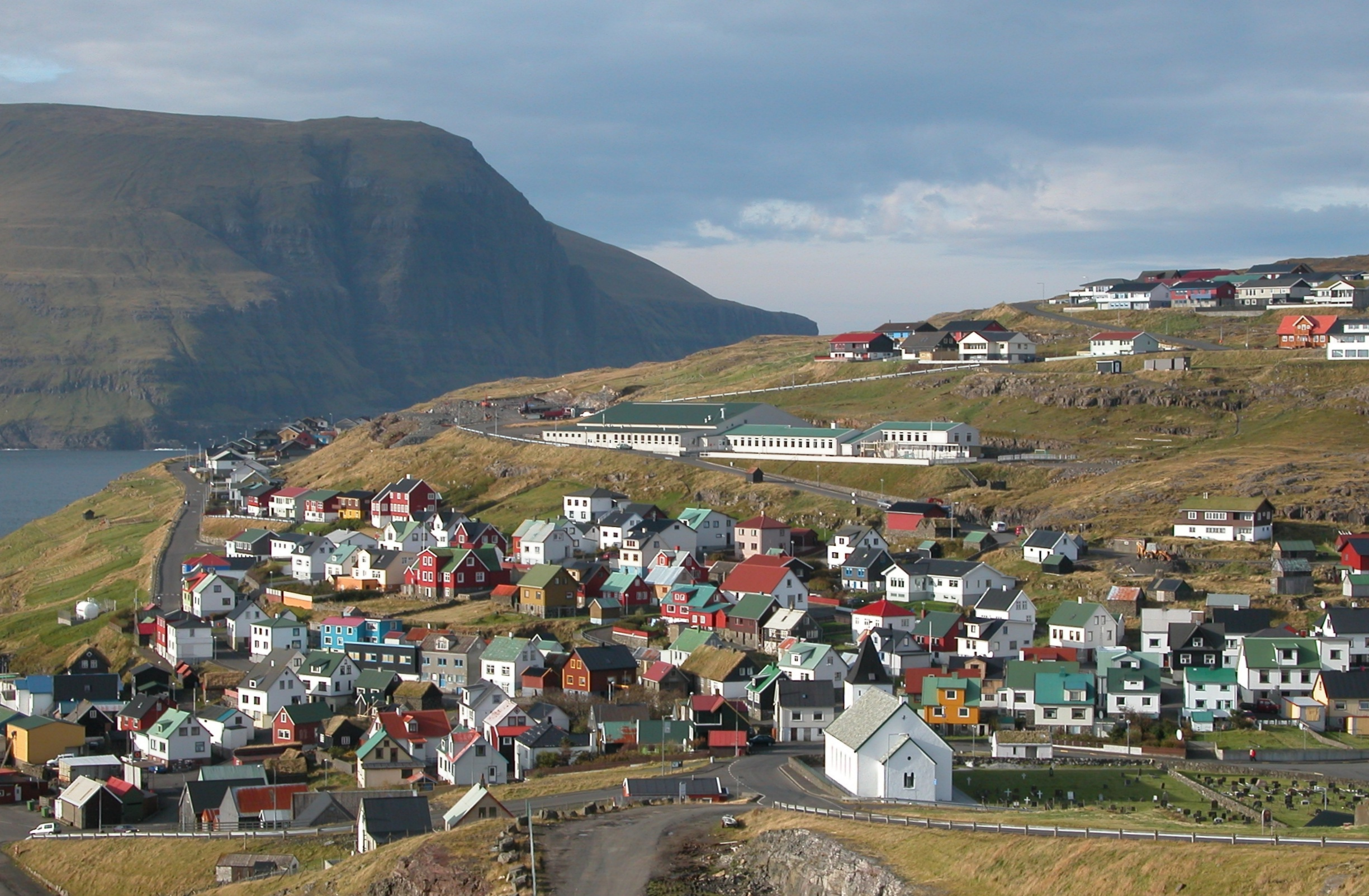
Eiði.

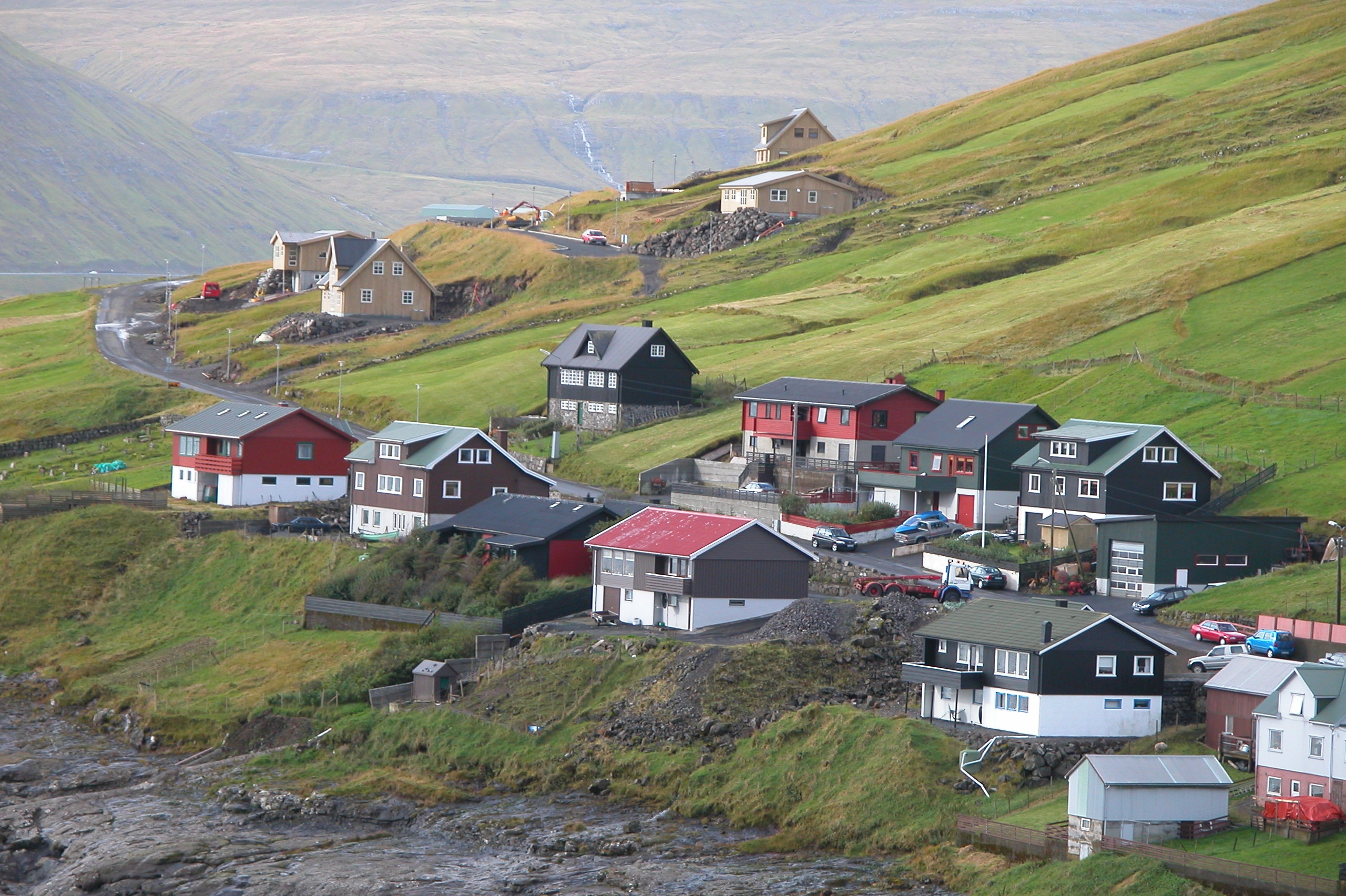
Kvívík.

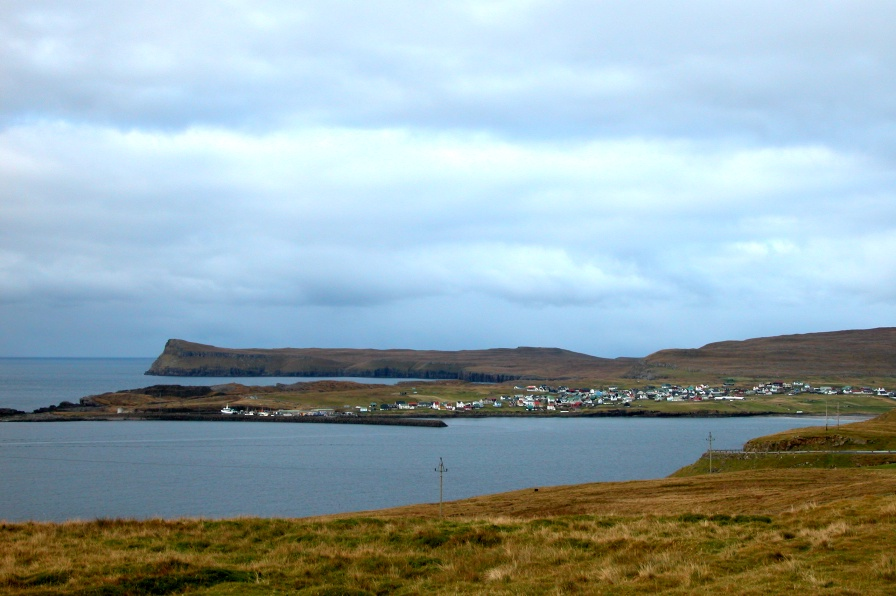
Sandur.

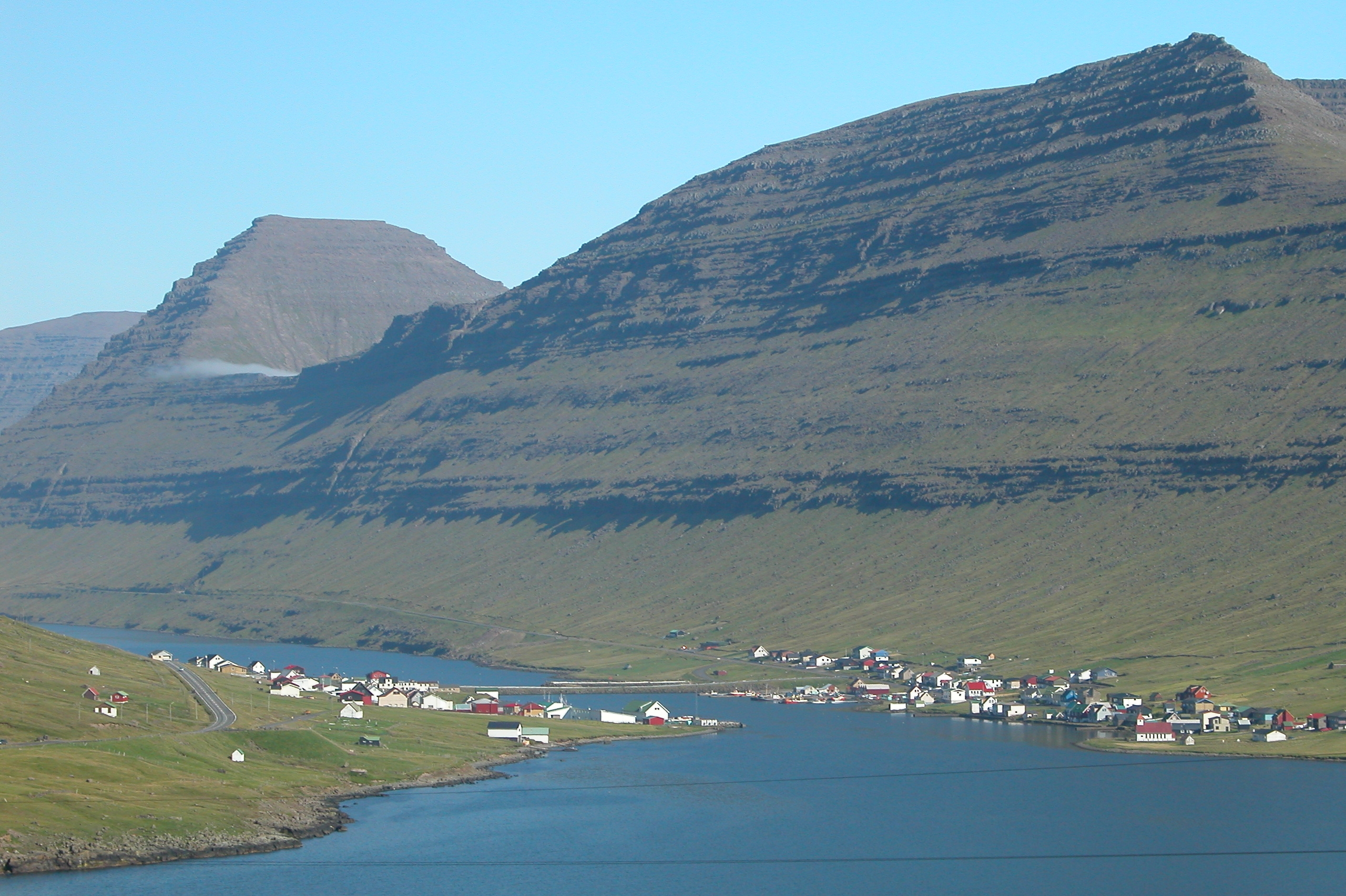
Norðdepil i Hvannasund.

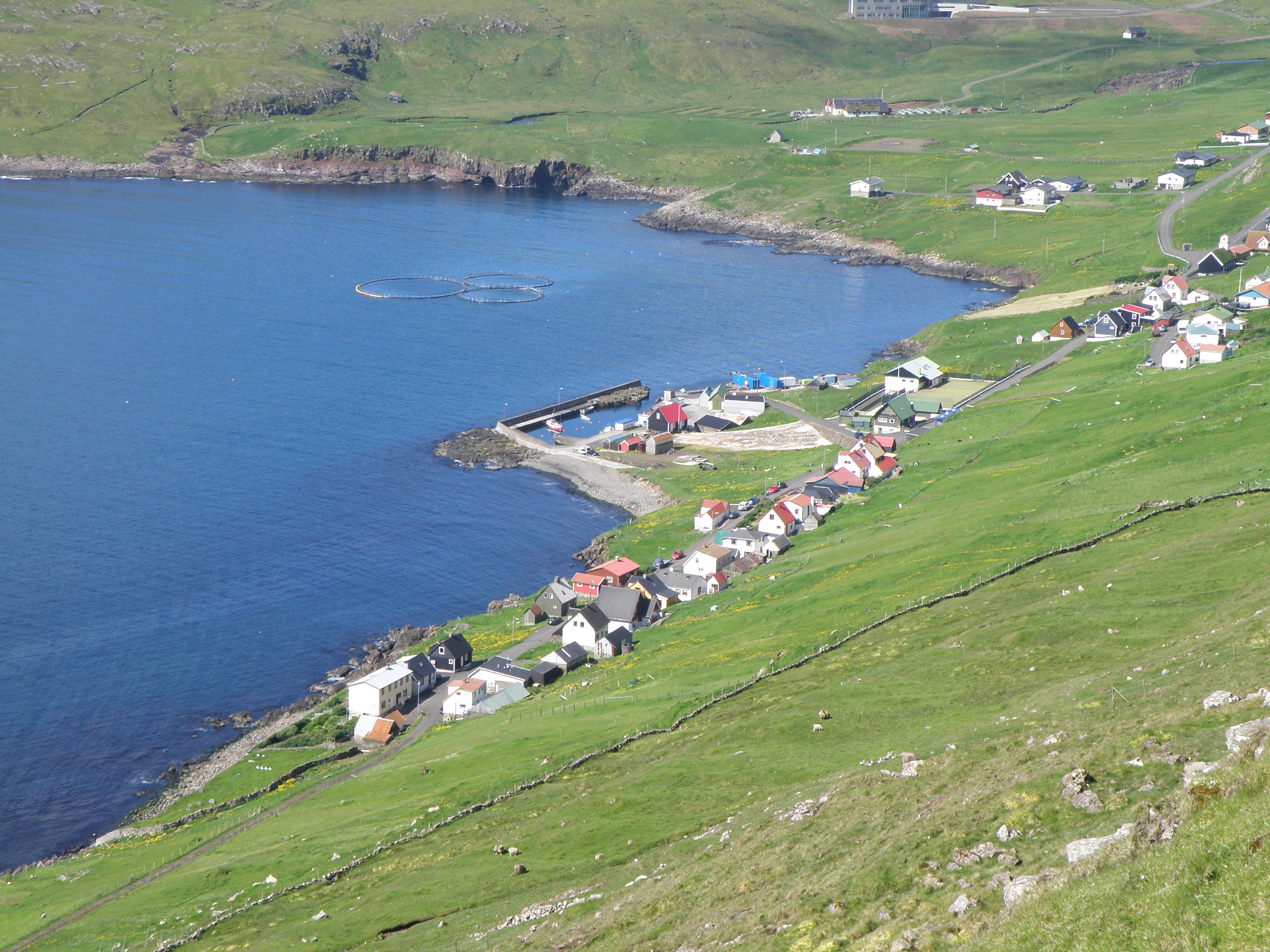
Hov.

Tórshavn va obtenir autonomia municipal el 1866, convertint-se en el primer municipi de les Illes Fèroe. L'any 1872, tot l'arxipèlag es va dividir en municipis, que al principi se'n va atorgar la tutela als sacerdots locals; Tórshavn en va quedar al marge, ja que va conservar l'autonomia del seu municipi donada mitjançant una llei especial.
La divisió municipal més recent va tenir lloc el 2009, quan Norðragøta es va fusionar amb Leirvík per formar el nou municipi d'Eystur i diferents localitats de l'illa de Vágar es van unir per a crear el municipi del mateix nom. A grans trets la divisió municipal feroesa s'ha mantingut pràcticament invariable des del 1928 i el 1930.

Actualment a les Illes Fèroe hi ha 29 municipis diferents:

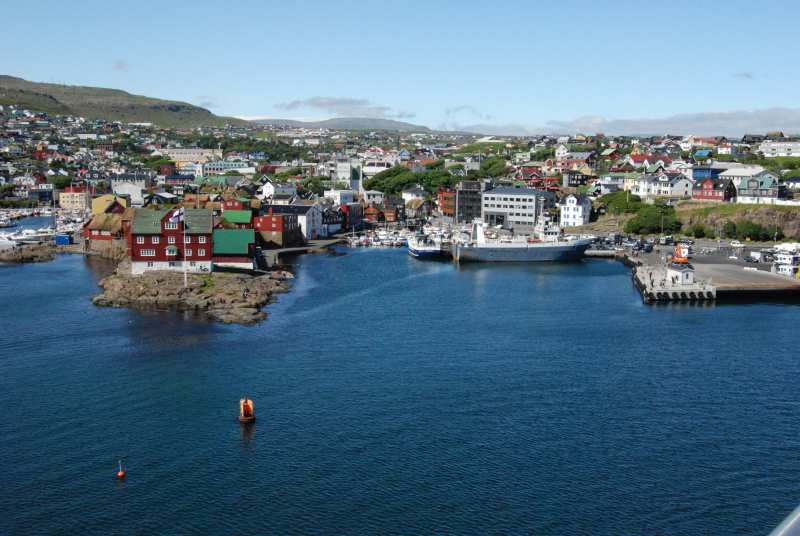
Tórshavn.

| Municipi     | Població | Habitants per km² | Àrea (en km²) | Mapa         | Illa                              | Regió                              | Any de creació |
| ------------ | -------- | ----------------- | ------------- | ------------ | --------------------------------- | ---------------------------------- | -------------- |
| Tórshavn     | 21592    | 112               | 173           | Tórshavnar   | Streymoy, Nólsoy, Hestur i Koltur | Tórshavn                           | 1866           |
| Klaksvík     | 5183     | 44                | 116,4         | Klaksvíkar   | Borðoy, Svínoy i Kalsoy           | Klaksvík                           | 1908           |
| Runavík      | 4038     | 39                | 99,9          | Runavíkar    | Eysturoy                          | Sud d'Eysturoy                     | 1967           |
| Eystur       | 2117     | 46                | 42            | Eystur       | Eysturoy                          | Sud d'Eysturoy                     | 2009           |
| Vágar        | 2087     | 18                | 102,8         | Vága         | Vágar                             | Vágar                              | 2009           |
| Tvøroyri     | 1715     | 42                | 43            | Tvøroyrar    | Suðuroy                           | Suðuroy                            | 1879           |
| Fuglafjørður | 1554     | 70                | 23            | Fuglafjarðar | Eysturoy                          | Nord d'Eysturoy                    | 1918           |
| Sunda        | 1795     | 10                | 158           | Sunda        | Eysturoy i Streymoy               | Nord d'Eysturoy i Nord de Streymoy | 1944           |
| Vágur        | 1342     | 67                | 21            | Vág          | Suðuroy                           | Suðuroy                            | 1906           |
| Nes          | 1329     | 88                | 14            | Nes          | Eysturoy                          | Sud d'Eysturoy                     | 1967           |
| Vestmanna    | 1235     | 24                | 52            | Vestmanna    | Streymoy                          | Streymoy                           | 1892           |
| Sørvágur     | 1202     | 13                | 84            | Sørvág       | Vágar i Mykines                   | Vágar                              | 1915           |
| Sjóvar       | 1065     | 31                | 33            | Sjóvar       | Eysturoy                          | Sud d'Eysturoy                     | 1896           |
| Hvalba       | 674      | 19                | 40            | Hvalbiar     | Suðuroy i Lítla Dímun             | Suðuroy                            | 1878           |
| Eiði         | 725      | 19                | 37            | Eiði         | Eysturoy                          | Nord d'Eysturoy                    | 1892           |
| Kvívík       | 592      | 13                | 49            | Kvívíkar     | Streymoy                          | Streymoy                           | 1913           |
| Sandur       | 520      | 12                | 48            | Sands        | Sandoy                            | Sandoy                             | 1930           |
| Skopun       | 461      | 56                | 9             | Skopunar     | Sandoy                            | Sandoy                             | 1930           |
| Hvannasund   | 413      | 13                | 33            | Hvannasund   | Viðoy i Borðoy                    | Klaksvík                           | 1950           |
| Sumba        | 363      | 15                | 25            | Sumbiar      | Suðuroy                           | Suðuroy                            | 1908           |
| Viðareiði    | 361      | 11                | 30            | Viðareiðis   | Viðoy                             | Norðoyar                           | 1950           |
| Porkeri      | 319      | 24                | 14            | Porkeris     | Suðuroy                           | Suðuroy                            | 1908           |
| Skálavík     | 139      | 6                 | 29            | Skálavíkar   | Sandoy                            | Sandoy                             | 1930           |
| Kunoy        | 146      | 4                 | 35,5          | Kunoyar      | Kunoy                             | Norðoyar                           | 1931           |
| Húsavík      | 110      | 5                 | 26            | Húsavíkar    | Sandoy                            | Sandoy                             | 1930           |
| Hov          | 101      | 12                | 10            | Hov          | Suðuroy                           | Suðuroy                            | 1920           |
| Fámjin       | 79       | 9                 | 13            | Fámjin       | Suðuroy                           | Suðuroy                            | 1908           |
| Skúvoy       | 42       | 4                 | 10            | Skúvoyar     | Skúvoy i Stóra Dímun              | Sandoy                             | 1930           |
| Fugloy       | 37       | 4                 | 11,2          | Fugloyar     | Fugloy                            | Norðoyar                           | 1932           |